# Sequenziamento
Il termine sequenziamento, in biologia molecolare, indica il processo per la determinazione dell'esatta struttura primaria di un biopolimero,  e cioè dell'ordine delle basi nel caso di un acido nucleico o degli amminoacidi nel caso di proteine, che rappresentano le strutture sequenziate in prevalenza.

## Sequenziamento del DNA

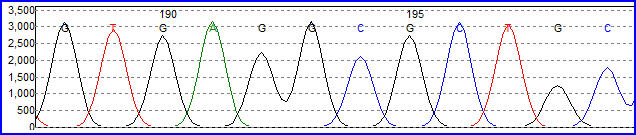
Elettroferogramma (traccia) di una porzione di sequenza di DNA
T=Timina A=Adenina G=Guanina C=Citosina

Il sequenziamento del DNA è un processo che serve a mettere in fila le basi (Adenina, Citosina, Guanina e Timina) che costituiscono il frammento di DNA in analisi, in modo da poterlo leggere propriamente ed analizzare. La sequenza del DNA contiene tutte le informazioni genetiche ereditarie che sono alla base per lo sviluppo di tutti gli organismi viventi.
All'interno di questa sequenza sono codificati i geni di ogni organismo vivente, nonché le istruzioni per esprimerli nel tempo e nello spazio (regolazione dell'espressione genica). Determinare la sequenza è dunque utile nella ricerca del perché e come gli organismi vivono. 
Ci sono porzioni di DNA di cui conosciamo già le funzioni, una volta sequenziato il DNA del frammento in analisi è possibile confrontarlo con le sequenze già catalogate conservate nei database online, ma della maggior parte del genoma umano non si conosce ancora il significato.
La conoscenza del genoma risulta quindi utile in ogni campo della biologia e l'avvento di metodi per il sequenziamento del DNA ha accelerato significativamente la ricerca. In medicina, ad esempio, il sequenziamento è usato per identificare e diagnosticare malattie ereditarie e per sviluppare nuovi trattamenti. In modo simile, il genoma degli agenti patogeni può portare allo sviluppo di medicine contro malattie contagiose. Inoltre, la rapidità del processo di sequenziamento oggi è stato di grande aiuto per il sequenziamento su larga scala del genoma umano. Allo stesso modo, è stato completato il sequenziamento del genoma di diversi organismi animali e vegetali, nonché di molti microrganismi.
La determinazione di sequenze di DNA è risultata utile anche in diversi campi applicativi, come le scienze forensi e quelle alimentari.
La metodica principalmente utilizzata finora si basa sul metodo della terminazione della catena sviluppato da Frederick Sanger. Questa tecnica si basa sull'utilizzo di nucleotidi modificati (dideossitrifosfato, ddNTPs) per interrompere la reazione di sintesi in posizioni specifiche lungo la sequenza. Il sequenziamento tramite il cosiddetto metodo Sanger risulta oggigiorno nella capacità di sequenziare frammenti fino a 1000 basi e l'automazione ha reso possibile la corsa in parallelo di 384 reazioni contemporaneamente.
Negli ultimi anni tuttavia si stanno sviluppando nuove metodiche definite sequenziamento ad elevato parallelismo, in grado di produrre enormi quantità di sequenze di lunghezza inferiore del metodo Sanger ma ad un costo minore e soprattutto ad una velocità superiore. Si stima che in una corsa 454 (una metodica high throughput che utilizza pirosequenziamento) si possono ottenere fino a 20 milioni di basi per corsa. Per questo motivo le nuove metodiche high throughput si stanno facendo largo nel mercato del sequenziamento.

### Tecniche
Sono state ideate diverse strategie per ottenere la sequenza nucleotidica del DNA. Tra queste ci sono il metodo chimico ideato da Allan Maxam e Walter Gilbert, oramai utilizzato solo in particolari casi a causa della grande tossicità dei reagenti necessari per tale tecnica, e quello enzimatico, tuttora diffusissimo, ideato da Frederick Sanger, che ricevette per questo il suo secondo premio Nobel. Fino ad oggi, la maggior parte dei sequenziamenti è stata compiuta grazie al metodo dei terminatori di sequenza sviluppato da Sanger.

#### Metodo Sanger

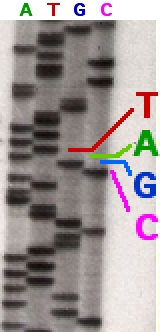
Metodo Sanger:
Gel di sequenziamento del DNA. Dal basso verso l'alto il frammento di DNA ha questa sequenza: TACGAGATATATGGCGTTAATA CGATATATTGGAACTTCTATTGC
T=Timina A=Adenina G=Guanina C=Citosina

Il metodo sviluppato da Frederick Sanger e collaboratori (il cosiddetto metodo della terminazione della catena, chain termination method o metodo Sanger, dal nome del suo scopritore), è un metodo cosiddetto enzimatico, poiché richiede l'utilizzo di un enzima; il principio della tecnica sviluppata da Fred Sanger si basa sull'utilizzo di nucleotidi modificati (dideossitrifosfato, ddNTPs) per interrompere la reazione di sintesi in posizioni specifiche.
Nella reazione di sequenziamento, l'estensione è iniziata in un sito specifico del DNA utilizzando un oligonucleotide primer complementare alla regione del DNA ed avviene ad opera di una DNA polimerasi che utilizza i quattro deossinucleotidi (dATP, dCTP, dGTP, dTTP). Insieme a questi, vengono introdotti i dideossinucleotidi i quali, una volta incorporati dalla DNA polimerasi nella sintesi del filamento, ne provocano il blocco. Introducendo questi "bloccanti" in quantità basse, si avrà una serie di filamenti di diversa lunghezza, in base a dove tali bloccanti sono stati incorporati. Questi ddNTPs sono solitamente anche marcati (radioattivamente o per fluorescenza) in modo da poterli visualizzare successivamente. Un'altra possibilità sta invece nel marcare il primer, anche se ora questa pratica è caduta in disuso.
I frammenti vengono poi separati in base alla loro lunghezza su gel di poliacrilammide, che permette la separazione dei frammenti anche se differiscono in lunghezza di una singola base (o altra matrice polimerica), quindi vengono visualizzati su lastra fotografica o su gel (a seconda del tipo di marcatura). Nell'immagine qui accanto i ddNTPs sono stati marcati radioattivamente e le bande scure corrispondono ai vari frammenti di lunghezza diversa. Le posizioni relative delle bande nelle quattro corsie sono utilizzate per leggere la sequenza (dal basso verso l'alto).

#### Pirosequenziamento
Il pirosequenziamento è una delle nuove tecniche di sequenziamento ad elevato parallelismo, basata sul principio del "sequencing by synthesis"; sviluppata da Mostafa Ronaghi, è stata descritta per la prima volta nel 1998. 
Questa tecnica si basa sull'utilizzo di una serie di enzimi che producono luce in presenza di ATP quando un nucleotide viene incorporato nel filamento (ad opera della DNA polimerasi).
Il pirosequenziamento consta di 5 passaggi principali:
1. La sequenza da analizzare, dopo essere stata amplificata con la PCR, viene incubata come singola elica insieme agli enzimi DNA polimerasi, ATP solforilasi, luciferasi e apirasi e ai substrati adenosinsolfofosfato (ASP) e luciferina;
2. Uno dei quattro dNTP è aggiunto alla reazione. La DNA polimerasi catalizza l'aggiunta di tale base solo se è complementare con il residuo del templato. In tal caso si ha concomitante liberazione di pirofosfato inorganico PPi;
3. Il PPi così prodotto viene trasformato in ATP, ad opera della solforilasi e usando l'ASP come substrato. L'ATP ottenuto consente la conversione della luciferina ad ossiluciferina ad opera della luciferasi con produzione di un segnale luminoso che viene rilevato da un'apposita camera fotosensibile CCD. L'incorporazione nel filamento dei nucleotidi genera una quantità di luce che è proporzionale al numero di basi incorporate in un'unica aggiunta di nucleotidi (ad esempio, nel caso di una sequenza omopolimerica tipo AAA, TTT, GGG o CCC, la quantità di luce liberata è proporzionale al numero di nucleotidi incorporati, in questo caso 3);
4. L'enzima apirasi degrada il dNTP che non è stato incorporato, e l'ATP prodotto dalla solforilasi. Solo quando la degradazione è terminata si aggiunge un secondo dNTP per far progredire la reazione di polimerizzazione (ritornando allo step 1);
5. Si aggiungono ciclicamente tutti e 4 i nucleotidi fino alla deduzione completa della sequenza.
Video esplicativo sul Pyrosequencing

## Sequenziamento 454/Roche
Il sequenziamento 454 fu il primo metodo di sequenziamento di nuova generazione ad uscire sul mercato (2007). Con questo metodo il sequenziamento si può realizzare a partire da diversi tipi di acido nucleico: DNA genomico, DNA prodotto con una PCR, cDNA o BAC.I campioni che devono essere sequenziati vengono dapprima ridotti, tramite nebulizzazione, in frammenti più piccoli, di 300-800 bp.
Successivamente i frammenti sono trasferiti a nano-sfere, immobilizzate su un vetrino. Ad ogni particelle va a legarsi solo un frammento di DNA e l'unione non è covalente. Il sequenziamento avviene parallelamente alla formazione della catena complementare, ad opera della DNA polimerasi. Ogni frammento è legato a delle sequenze terminali complementari ai primers, necessari nella fase successiva di amplificazione.
L'innovazione del sistema 454-Roche sta nel fatto che con questa tecnica non vengono più utilizzati nucleotidi fluorescenti ma sfrutta il pirofosfato inorganico (PPi), prodotto di scarto della DNA polimerasi. Il pirofosfato inorganico è il substrato dell'enzima sulfurilasi che produce ATP a partire da PPi e AMP. A sua volta l'ATP viene prelevato dalla luciferasi che lo utilizza per ossidare la luciferina. Grazie a questa ultima reazione si produce un segnale luminoso. I nucleotidi vengono aggiunti uno per volta proprio perché la fluorescenza è uguale per ciascuno di essi.
Il segnale è rilevato tramite un fotodetector ed è possibile leggere la sequenza tramite un grafico. Esistono altre tecnologie di neosequenziamento come per esempio ABI/Solid e Illumina.  Ion Torrent e il metodo di Oxford Nanopore appartengono ai sequenziatori di terza generazione. Con il passare degli anni, grazie a continue innovazioni in questo ambito, vengono continuamente scoperti aspetti nuovi del nostro genoma e non solo.

## Sequenziamento dell'RNA
L'RNA è generato nella trascrizione dal DNA, e le informazioni che porta sono già comprese nel genoma della cellula. In alcune circostanze è però utile sequenziare molecole di RNA. L'RNA eucariotico non combacia con il DNA da cui è tratto poiché gli introni sono rimossi. Il sequenziamento comincia con una trascrizione inversa per creare un frammento di DNA, il quale viene poi sequenziato come descritto sopra.
Il momento più importante nel sequenziamento di RNA è avvenuto prima della scoperta del DNA ricombinante ed è stato il sequenziamento del primo gene -e poi dell'intero genoma del batteriofago MS2- tra il 1972 e il 1976 ad opera di Walter Fiers e collaboratori all'Università di Gand.

## Sequenziamento di proteine
Tra i metodi per il sequenziamento delle proteine vi sono:
- Degradazione di Edman
- Fingerprinting di proteine
- Spettrometria di massa
- Digestione tramite proteasi

Poiché il sequenziamento di proteine è un procedimento più complesso, è più semplice dedurre la sequenza della proteina dal gene che la codifica, se disponibile; determinare almeno una parte della sequenza amminoacidica (solitamente un'estremità) con una delle metodiche elencate sopra di solito è sufficiente per procedere all'identificazione di un clone che codifica per il gene in questione.

## Sequenziamento di polisaccaridi
Sebbene anche i polisaccaridi siano dei biopolimeri, il loro sequenziamento non è cosa comune per diversi motivi.

Infatti, sebbene molti polisaccaridi siano lineari (es.: cellulosa), molti sono ramificati (es.: glicogeno). Inoltre, alcuni polimeri possono contenere diversi tipi di monomeri e i legami chimici che li legano possono essere diversi. Tuttavia la ragione più importante che rende difficile il sequenziamento di questi polimeri è che, mentre nel caso delle proteine e degli acidi nucleici la polimerizzazione è guidata da uno stampo (DNA o mRNA) e provocata da un unico enzima, nel caso dei polisaccaridi l'assemblaggio non ha regole così rigorose. A seconda dell'enzima che opera il processo di polimerizzazione, possono essere incorporati uno o molti monomeri diversi, e questo può originare diverse famiglie di molecole simili. Questo si riscontra particolarmente nel caso di polisaccaridi vegetali. Tra i metodi per la determinazione della struttura di oligosaccaridi e polisaccaridi vi sono la NMR e l'analisi della metilazione.